# Mora (Dalarna)
Mora – miejscowość w Szwecji, siedziba gminy Mora. W roku 2000 miasto miało 10 797 mieszkańców.

## Gospodarka
W mieście rozwinął się przemysł metalowy, drzewny, elektroniczny oraz samochodowy.

## Sport
- Mora IK – klub hokejowy
- Mora to również miasto będące metą odbywającego się corocznie narciarskiego Biegu Wazów.

## Ludzie związani z miastem
- W mieście w roku 1860 urodził się szwedzki malarz Anders Zorn. Budynek w którym mieszkał jest obecnie muzeum artysty.
- W Morze urodził się jeden z najlepszych freeskierów na świecie, a zarazem alpejczyk i reprezentant Szwecji, Jon Olsson.

## Linki zewnętrzne

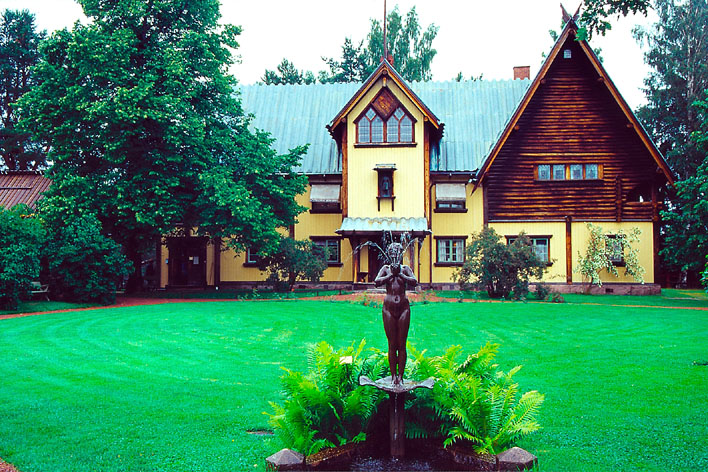
Muzeum Andersa Zorna tzw. Zornsamlingarna

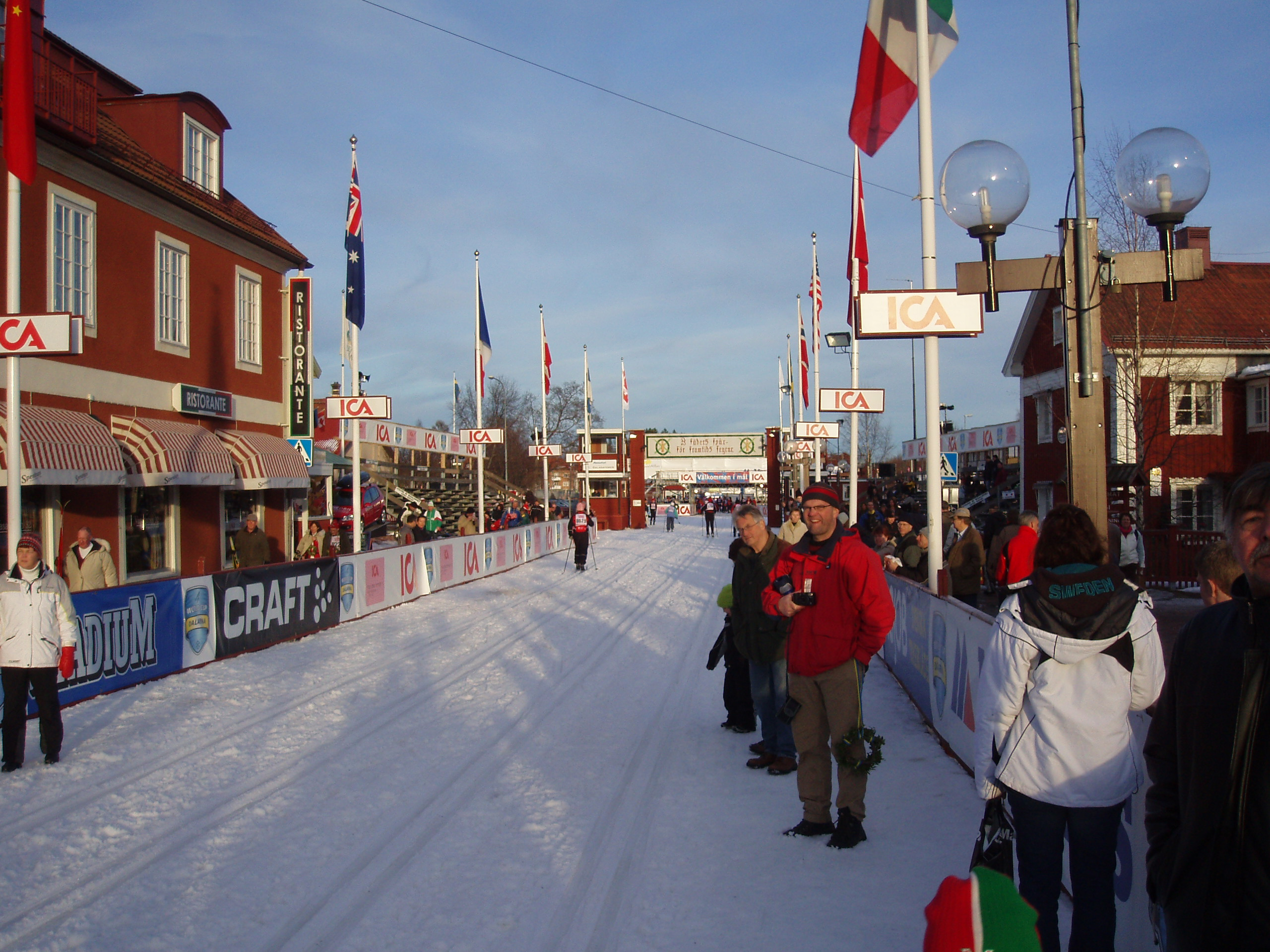
Bieg Wazów w 2006 roku

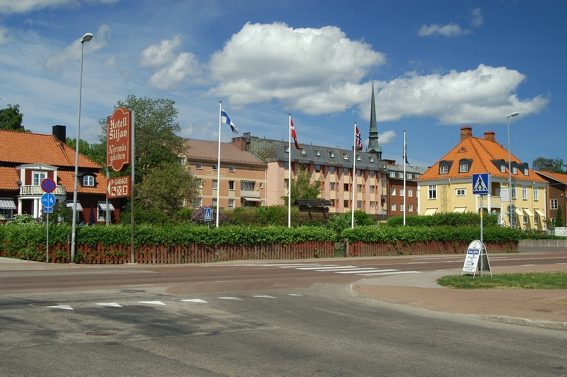
Ulica w centrum